# Mallada maculithorax
Mallada maculithorax är en insektsart som först beskrevs av Douglas E. Kimmins 1936.  Mallada maculithorax ingår i släktet Mallada och familjen guldögonsländor. Inga underarter finns listade i Catalogue of Life.